# Вікторія (жест)

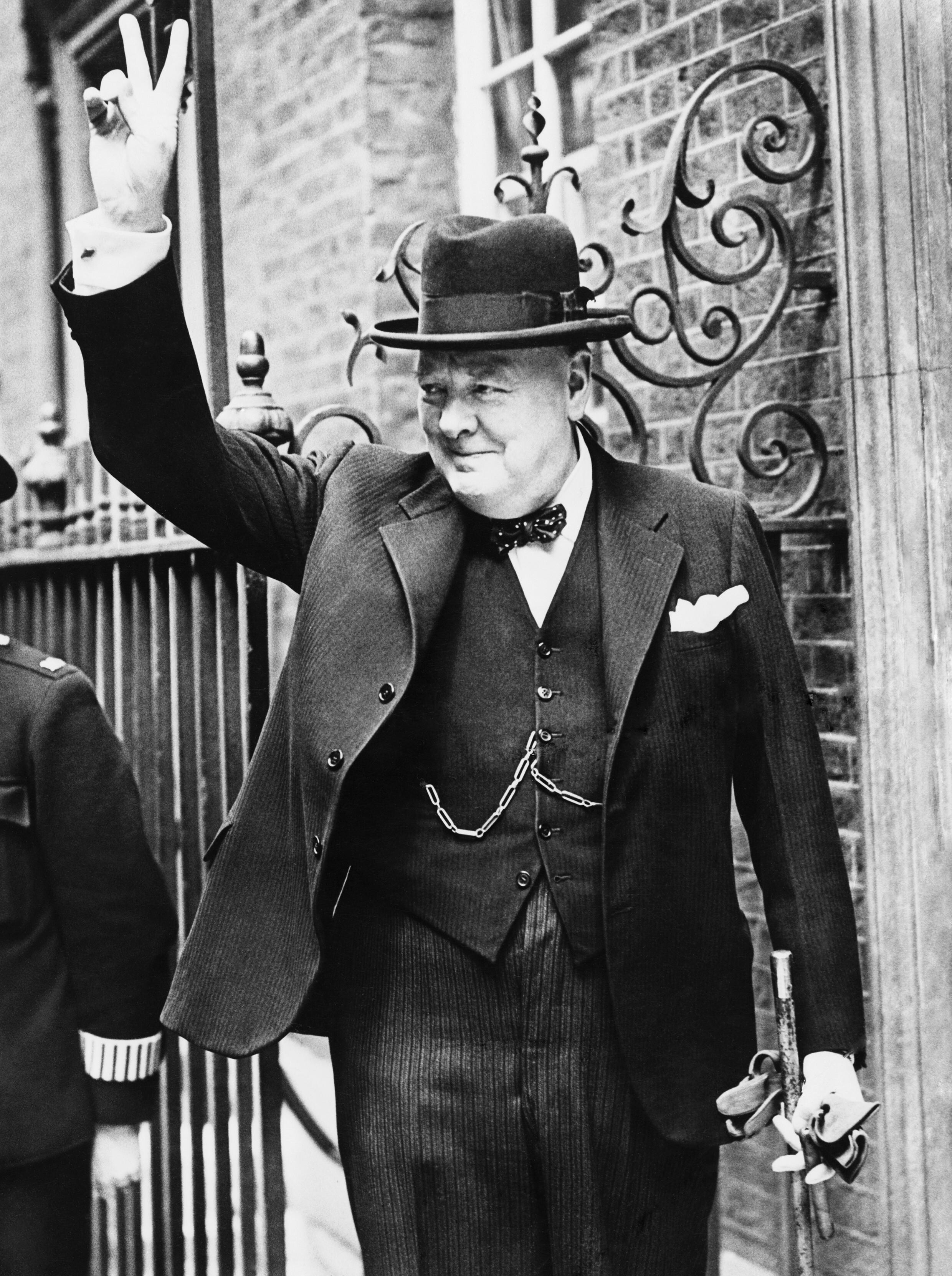
«V» Вінстона Черчилля (1943)

Вікторія (символ U + 270C ✌ «victory hand» в Unicode) — поширений жест, що означає перемогу або мир. Показується вказівним і середнім пальцями руки, спрямованими вгору у формі латинської букви «V». У Великій Британії та Австралії цей знак набуває образливого значення, якщо кисть повернута тильною стороною до людини, до якої звернений жест.
У 1940-х під час Другої світової війни, західні союзники використовували жест для позначення перемоги («V for Victory»). У 1960-их під час В'єтнамської війни жест широко використовувався контркультурою як символ миру. Згодом в залежності від контексту і способу використання жест набув багатьох тлумачень, наприклад, в Японії, став використовуватися на фотографіях.

## Походження

### «Антифранцузька» версія
Існує «середньовічна» історія походження жесту «Вікторія». Під час Столітньої війни полоненим англійським та валлійським лучникам, що наганяли жах на французів, відрубували саме ці два пальці на правій руці, щоб вони не могли в подальшому користуватися своїми луками. Лучники, знаючи про це, перед битвою дражнили французів, показуючи їм неушкоджені пальці мовляв — «Бійтеся, вороги!».
Перше недвозначне свідчення використання V-жесту в Англії датується 1901, коли працівник Parkgate ironworks у Ротергемі використав жест, щоб показати, що він не любить, коли його знімають.

## Фото
- V-знак додають до чужої голови, щоб створити "ріжки диявола" або "вушка кролика" для кумедного фото.

## Специфічні використання
- В Аргентині, крім перемоги, жест пов'язаний із політичним рухом Перонізм.
- Студенти Університету Південної Каліфорнії та Університету Вілланова, алюмні і фани використовують жест як символ гордості за свій університет і спортивні команди. Часто жест супроводжується гаслом Боріться!
- Зелений рух Ірану використовує цей жест на принт-продукції
- Після перших виборів в Іраці з часу інтервенції США, популярними стали фото жінок, що показували V-жест з одним пальцем, вмоченим в пурпурове чорнило. Його використовують щоб ідентифіковувати осіб, які вже проголосували аби боротися з фальсифікаціями.
- В Польщі прихильники руху Солідарність використовували жест у значенні перемоги над Комунізмом.
- В Румунії жест був салютом, що повідомляв про здобуття перемоги. Потужного поширення набув в часи революції при Поваленні Чаушеску.
- Варіація жесту біля рота з використанням язика позначає кунілінгус.